# Combine (pintura)

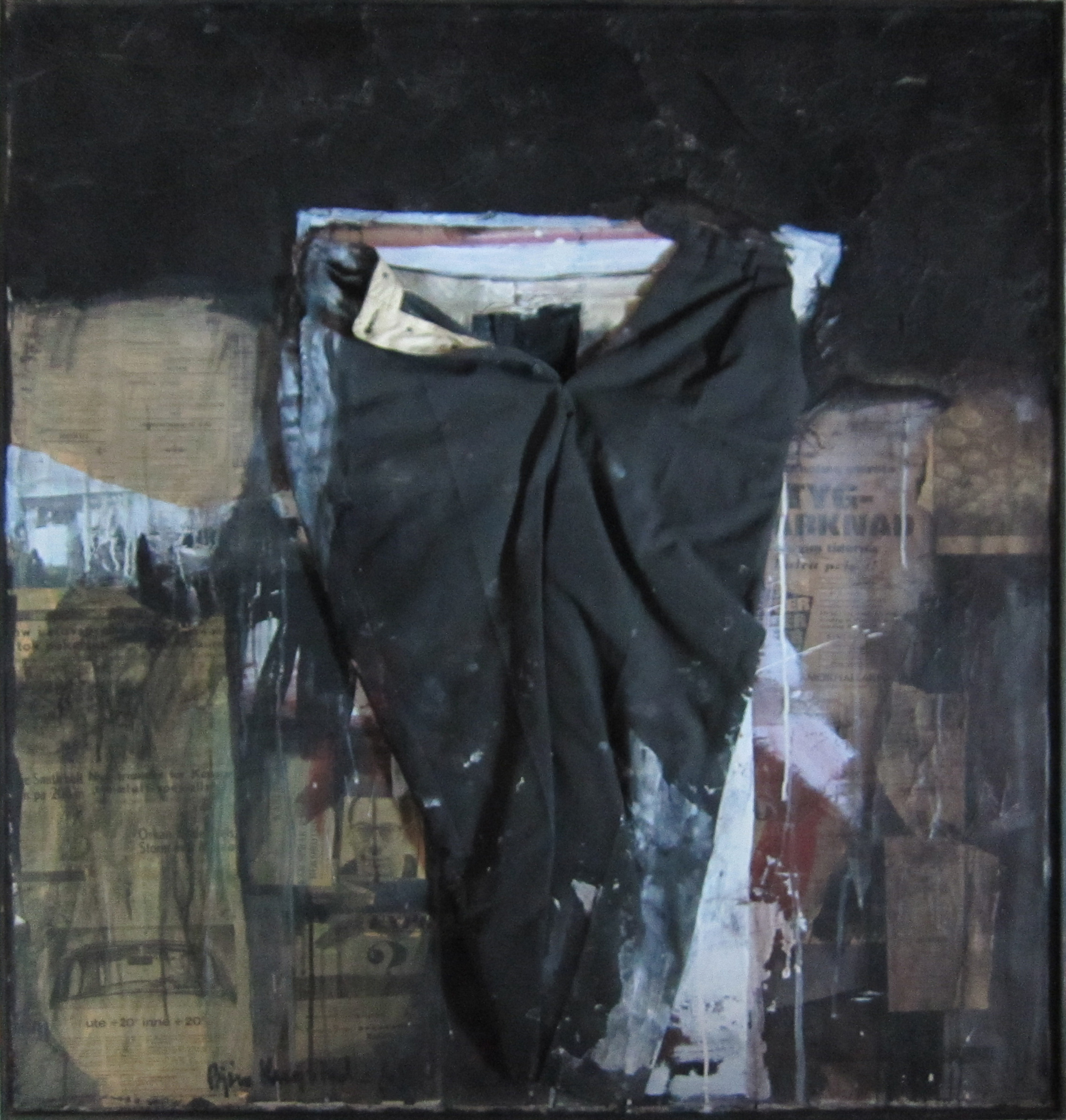
Combine painting «Buksa mi» (minhas calças) do norueguês Bjørn Krogstad, de 1968.

Combine de Robert Rauschenberg, Riding bikes (1998).

Combine é um termo inglês ("combinar" em português) inventado por Robert Rauschenberg (1925–2008) para referir-se às obras de assemblage que produziu em 1950. Trata-se de um híbrido de pintura e escultura. Os itens enxertados nos suportes podem também incluir imagens fotográficas, roupas, recortes de jornais e qualquer sorte de objetos tridimensionais.
Frank Stella criou uma série de combines que faz referência ao estilo de Robert Rauschenberg, justapondo uma grande variedade de superfícies e materiais.

## DiferentesCombines
As obras que deveriam ser penduradas na parede passaram a ser chamadas de Combine paintings, como Cama (1955), as que simplesmente mantinham-se em pé foram chamadas de Combines, como Monograma (1955–1959), que aliás são consideradas as obras mais famosas — ou infames — de Rauschenberg.

## Principais coleções[6]
- Moderna Musset - Estocolmo, Suécia
- Museum Ludwig - Colônia, Alemanha
- Museum of Contemporary Art - Los Angeles, EUA
- Museum of Modern Art - Nova Iorque, EUA
- Stedelijk Museum - Amsterdã, Holanda.